# Llista d'espècies d'aranèids (A)
Llista de les espècies d'aranèids per ordre alfabètic, que comencen per la lletra A, descrites fins al 2 de novembre del 2006.
- Per a les llistes d'espècies amb les altres lletres de l'alfabet, aneu a l'article principal: Llista d'espècies d'araneids.
- Per a la llista completa de tots els gèneres vegeu l'article Llista de gèneres d'araneids.

## Gèneres i espècies

### Acacesia
Acacesia Simon, 1895
- Acacesia benigna Glueck, 1994 (Perú, Bolívia, Brasil)
- Acacesia cornigera Petrunkevitch, 1925 (Mèxic fins a Brasil, Guaiana Francesa, Guyana)
- Acacesia graciosa Lise & Braul, 1996 (Brasil)
- Acacesia hamata (Hentz, 1847) (EUA fins a Argentina)
- Acacesia villalobosi Glueck, 1994 (Brasil)
- Acacesia yacuiensis Glueck, 1994 (Brasil, Argentina)

### Acantharachne
Acantharachne Tullgren, 1910
- Acantharachne cornuta Tullgren, 1910 (Àfrica Oriental)
- Acantharachne giltayi Lessert, 1938 (Congo, Madagascar)
- Acantharachne lesserti Giltay, 1930 (Congo)
- Acantharachne madecassa Emerit, 2000 (Madagascar)
- Acantharachne milloti Emerit, 2000 (Madagascar)
- Acantharachne psyche Strand, 1913 (Central Àfrica)
- Acantharachne regalis Hirst, 1925 (Camerun, Congo)
- Acantharachne seydeli Giltay, 1935 (Congo)

### Acanthepeira
Acanthepeira Marx, 1883
- Acanthepeira cherokee Levi, 1976 (EUA)
- Acanthepeira labidura (Mello-Leitão, 1943) (Brasil)
- Acanthepeira marion Levi, 1976 (EUA, Mèxic)
- Acanthepeira stellata (Walckenaer, 1805) (Canadà fins a Mèxic)
- Acanthepeira venusta (Banks, 1896) (EUA, Cuba)

### Acroaspis
Acroaspis Karsch, 1878
- Acroaspis olorina Karsch, 1878 (Oest d'Austràlia, Nova Gal·les del Sud)
- Acroaspis tuberculifera Thorell, 1881 (Queensland)

### Acrosomoides
Acrosomoides Simon, 1887
- Acrosomoides acrosomoides (O. P.-Cambridge, 1879) (Madagascar)
- Acrosomoides linnaei (Walckenaer, 1842) (Oest, Àfrica Central i Oriental)
- Acrosomoides tetraedrus (Walckenaer, 1842) (Camerun, Congo)

### Actinacantha
Actinacantha Simon, 1864
- Actinacantha globulata (Walckenaer, 1842) (Sumatra, Java)

### Actinosoma
Actinosoma Holmberg, 1883
- Actinosoma pentacanthum (Walckenaer, 1842) (Colòmbia fins a Argentina)

### Aculepeira
Aculepeira Chamberlin & Ivie, 1942
- Aculepeira aculifera (O. P.-Cambridge, 1889) (EUA fins a Guatemala)
- Aculepeira albovittata (Mello-Leitão, 1941) (Paraguai, Argentina)
- Aculepeira angeloi Álvares, Loyola & De Maria, 2005 (Brasil)
- Aculepeira apa Levi, 1991 (Paraguai)
- Aculepeira armida (Audouin, 1826) (Paleàrtic)
  - Aculepeira armida orientalis (Kulczyn'ski, 1901) (Rússia, Xina)
  - Aculepeira armida pumila (Simon, 1929) (França)
- Aculepeira azul Levi, 1991 (Panamà)
- Aculepeira busu Levi, 1991 (Hispaniola)
- Aculepeira carbonaria (L. Koch, 1869) (Paleàrtic)
  - Aculepeira carbonaria fulva (Franganillo, 1913) (Espanya)
  - Aculepeira carbonaria sinensis (Schenkel, 1953) (Xina)
- Aculepeira carbonarioides (Keyserling, 1892) (EUA, Canadà, Alaska, Rússia)
- Aculepeira ceropegia (Walckenaer, 1802) (Paleàrtic)
- Aculepeira escazu Levi, 1991 (Costa Rica)
- Aculepeira gravabilis (O. P.-Cambridge, 1889) (Hondures fins a Panamà)
- Aculepeira lapponica (Holm, 1945) (Suècia, Finlàndia, Rússia)
- Aculepeira luosangensis Yin i cols., 1990 (Xina)
- Aculepeira machu Levi, 1991 (Perú)
- Aculepeira matsudae Tanikawa, 1994 (Japó)
- Aculepeira packardi (Thorell, 1875) (Amèrica del Nord, Rússia, Xina, Kazakhstan)
- Aculepeira taibaishanensis Zhu & Wang, 1995 (Xina)
- Aculepeira talishia (Zawadsky, 1902) (Turquia, Rússia, Geòrgia, Azerbaijan)
- Aculepeira travassosi (Soares & Camargo, 1948) (Mèxic fins a Argentina)
- Aculepeira visite Levi, 1991 (Hispaniola)
- Aculepeira vittata (Gerschman & Schiapelli, 1948) (Brasil, Paraguai, Argentina)

### Acusilas
Acusilas Simon, 1895
- Acusilas Àfricanus Simon, 1895 (Àfrica Occidental)
- Acusilas coccineus Simon, 1895 (Xina fins a Moluques)
- Acusilas dahoneus Barrion & Litsinger, 1995 (Filipines)
- Acusilas gentingensis Murphy & Murphy, 1983 (Malàisia)
- Acusilas lepidus (Thorell, 1898) (Myanmar)
- Acusilas malaccensis Murphy & Murphy, 1983 (Malàisia, Sumatra)

### Aerea
Aerea Urquhart, 1891
- Aerea alticephala Urquhart, 1891 (Tasmània)
- Aerea magnifica Urquhart, 1893 (Tasmània)

### Aethriscus
Aethriscus Pocock, 1902
- Aethriscus olivaceus Pocock, 1902 (Congo)
- Aethriscus pani Lessert, 1930 (Congo)

### Aethrodiscus
Aethrodiscus Strand, 1913
- Aethrodiscus transversalis Strand, 1913 (Central Àfrica)

### Aetrocantha
Aetrocantha Karsch, 1879
- Aetrocantha falkensteini Karsch, 1879 (Àfrica Central i Occidental)

### Afracantha
Afracantha Dahl, 1914
- Afracantha camerunensis (Thorell, 1899) (Oest, Àfrica Central i Oriental, Veneçuela)

### Agalenatea
Agalenatea Archer, 1951
- Agalenatea redii (Scopoli, 1763) (Paleàrtic)

### Alenatea
Alenatea Song & Zhu, 1999
- Alenatea fuscocolorata (B?senberg & Strand, 1906) (Xina, Corea, Taiwan, Japó)
- Alenatea touxie Song & Zhu, 1999 (Xina)
- Alenatea wangi Zhu & Song, 1999 (Xina)

### Allocyclosa
Allocyclosa Levi, 1999
- Allocyclosa bifurca (McCook, 1887) (EUA fins a Panamà, Cuba, Hispaniola)

### Alpaida
Alpaida O. P.-Cambridge, 1889
- Alpaida acuta (Keyserling, 1865) (Panamà fins a Argentina)
- Alpaida albocincta (Mello-Leitão, 1945) (Veneçuela fins a Argentina)
- Alpaida almada Levi, 1988 (Brasil)
- Alpaida alticeps (Keyserling, 1879) (Brasil, Paraguai)
- Alpaida alto Levi, 1988 (Paraguai)
- Alpaida alvarengai Levi, 1988 (Brasil)
- Alpaida amambay Levi, 1988 (Paraguai)
- Alpaida anchicaya Levi, 1988 (Colòmbia)
- Alpaida angra Levi, 1988 (Brasil)
- Alpaida antonio Levi, 1988 (Brasil, Guyana)
- Alpaida atomaria (Simon, 1895) (Brasil)
- Alpaida banos Levi, 1988 (Ecuador)
- Alpaida biasii Levi, 1988 (Brasil)
- Alpaida bicornuta (Taczanowski, 1878) (Costa Rica fins a Argentina)
- Alpaida bischoffi Levi, 1988 (Brasil)
- Alpaida boa Levi, 1988 (Brasil)
- Alpaida boraceia Levi, 1988 (Brasil)
- Alpaida cachimbo Levi, 1988 (Brasil)
- Alpaida cali Levi, 1988 (Colòmbia)
- Alpaida calotypa (Chamberlin, 1916) (Perú)
- Alpaida canela Levi, 1988 (Brasil)
- Alpaida canoa Levi, 1988 (Brasil)
- Alpaida carminea (Taczanowski, 1878) (Perú, Brasil, Paraguai, Argentina)
- Alpaida caxias Levi, 1988 (Brasil)
- Alpaida chaco Levi, 1988 (Paraguai)
- Alpaida championi (O. P.-Cambridge, 1889) (Guatemala fins a Colòmbia)
- Alpaida chapada Levi, 1988 (Brasil)
- Alpaida chickeringi Levi, 1988 (Panamà fins a Brasil)
- Alpaida cisneros Levi, 1988 (Colòmbia, Ecuador)
- Alpaida citrina (Keyserling, 1892) (Brasil)
- Alpaida conica O. P.-Cambridge, 1889 (Panamà)
- Alpaida constant Levi, 1988 (Brasil)
- Alpaida coroico Levi, 1988 (Bolívia)
- Alpaida costai Levi, 1988 (Argentina)
- Alpaida cuiaba Levi, 1988 (Brasil)
- Alpaida cuyabeno Levi, 1988 (Ecuador)
- Alpaida darlingtoni Levi, 1988 (Colòmbia)
- Alpaida deborae Levi, 1988 (Brasil, Surinam, Guaiana Francesa)
- Alpaida delicata (Keyserling, 1892) (Brasil, Perú, Bolívia)
- Alpaida dominica Levi, 1988 (Antilles Petites)
- Alpaida eberhardi Levi, 1988 (Colòmbia)
- Alpaida elegantula (Archer, 1965) (Martinique)
- Alpaida ericae Levi, 1988 (Brasil, Argentina)
- Alpaida erythrothorax (Taczanowski, 1873) (Guaiana Francesa)
- Alpaida gallardoi Levi, 1988 (Brasil, Paraguai, Argentina)
- Alpaida gracia Levi, 1988 (Argentina)
- Alpaida graphica (O. P.-Cambridge, 1889) (Mèxic fins a Panamà)
- Alpaida grayi (Blackwall, 1863) (Brasil, Paraguai, Uruguai, Argentina)
- Alpaida guimaraes Levi, 1988 (Brasil, Guyana)
- Alpaida gurupi Levi, 1988 (Brasil)
- Alpaida haligera (Archer, 1971) (Perú, Veneçuela)
- Alpaida hartliebi Levi, 1988 (Brasil)
- Alpaida hoffmanni Levi, 1988 (Brasil, Paraguai)
- Alpaida holmbergi Levi, 1988 (Argentina)
- Alpaida iguazu Levi, 1988 (Brasil, Argentina)
- Alpaida iquitos Levi, 1988 (Perú, Ecuador, Brasil)
- Alpaida itapua Levi, 1988 (Paraguai)
- Alpaida itauba Levi, 1988 (Brasil, Argentina)
- Alpaida jacaranda Levi, 1988 (Brasil)
- Alpaida kartabo Levi, 1988 (Guyana)
- Alpaida keyserlingi Levi, 1988 (Brasil)
- Alpaida kochalkai Levi, 1988 (Colòmbia)
- Alpaida lanei Levi, 1988 (Brasil, Argentina)
- Alpaida latro (Fabricius, 1775) (Brasil, Uruguai, Paraguai, Argentina)
- Alpaida leucogramma (White, 1841) (Panamà fins a Argentina)
- Alpaida lomba Levi, 1988 (Brasil)
- Alpaida lubinae Levi, 1988 (Veneçuela)
- Alpaida machala Levi, 1988 (Ecuador)
- Alpaida madeira Levi, 1988 (Brasil)
- Alpaida manicata Levi, 1988 (Brasil)
- Alpaida marmorata (Taczanowski, 1873) (Ecuador, Perú, Guaiana Francesa)
- Alpaida marta Levi, 1988 (Colòmbia)
- Alpaida mato Levi, 1988 (Brasil)
- Alpaida moata (Chamberlin & Ivie, 1936) (Panamà, Colòmbia)
- Alpaida moka Levi, 1988 (Bolívia)
- Alpaida monzon Levi, 1988 (Perú)
- Alpaida morro Levi, 1988 (Brasil)
- Alpaida muco Levi, 1988 (Colòmbia)
- Alpaida murtinho Levi, 1988 (Brasil)
- Alpaida nadleri Levi, 1988 (Veneçuela)
- Alpaida nancho Levi, 1988 (Perú)
- Alpaida narino Levi, 1988 (Colòmbia)
- Alpaida natal Levi, 1988 (Brasil)
- Alpaida negro Levi, 1988 (Brasil)
- Alpaida nigrofrenata (Simon, 1895) (Brasil)
- Alpaida niveosigillata (Mello-Leitão, 1941) (Colòmbia, Ecuador)
- Alpaida nonoai Levi, 1988 (Brasil)
- Alpaida octolobata Levi, 1988 (Brasil)
- Alpaida oliverioi (Soares & Camargo, 1948) (Brasil)
- Alpaida orgaos Levi, 1988 (Brasil)
- Alpaida pedro Levi, 1988 (Brasil)
- Alpaida picchu Levi, 1988 (Perú)
- Alpaida quadrilorata (Simon, 1897) (Brasil, Paraguai, Uruguai, Argentina)
- Alpaida queremal Levi, 1988 (Colòmbia)
- Alpaida rioja Levi, 1988 (Brasil, Argentina)
- Alpaida roemeri (Strand, 1908) (Brasil)
- Alpaida rosa Levi, 1988 (Brasil, Argentina)
- Alpaida rossi Levi, 1988 (Perú)
- Alpaida rostratula (Keyserling, 1892) (Brasil, Argentina)
- Alpaida rubellula (Keyserling, 1892) (Brasil, Paraguai, Argentina)
- Alpaida sandrei (Simon, 1895) (Brasil)
- Alpaida santosi Levi, 1988 (Brasil)
- Alpaida schneblei Levi, 1988 (Colòmbia)
- Alpaida scriba (Mello-Leitão, 1940) (Brasil)
- Alpaida septemmammata (O. P.-Cambridge, 1889) (Mèxic fins a Argentina)
- Alpaida sevilla Levi, 1988 (Colòmbia)
- Alpaida silencio Levi, 1988 (Colòmbia)
- Alpaida simla Levi, 1988 (Trinidad)
- Alpaida sobradinho Levi, 1988 (Brasil)
- Alpaida sulphurea (Taczanowski, 1873) (Guaiana Francesa)
- Alpaida sumare Levi, 1988 (Brasil)
- Alpaida tabula (Simon, 1895) (Guyana fins a Bolívia)
- Alpaida tayos Levi, 1988 (Ecuador, Perú, Brasil, Guyana)
- Alpaida thaxteri Levi, 1988 (Trinidad)
- Alpaida tijuca Levi, 1988 (Brasil)
- Alpaida trilineata (Taczanowski, 1878) (Perú)
- Alpaida trispinosa (Keyserling, 1892) (Panamà fins a Argentina)
- Alpaida truncata (Keyserling, 1865) (Mèxic fins a Argentina)
  - Alpaida truncata obscura (Caporiacco, 1948) (Guyana)
  - Alpaida truncata sexmaculata (Caporiacco, 1948) (Guyana)
- Alpaida tullgreni (Caporiacco, 1955) (Veneçuela)
- Alpaida tuonabo (Chamberlin & Ivie, 1936) (Panamà)
- Alpaida urucuca Levi, 1988 (Brasil)
- Alpaida utcuyacu Levi, 1988 (Perú)
- Alpaida utiariti Levi, 1988 (Brasil)
- Alpaida vanzolinii Levi, 1988 (Perú, Brasil, Argentina)
- Alpaida variabilis (Keyserling, 1864) (Colòmbia)
- Alpaida veniliae (Keyserling, 1865) (Panamà fins a Argentina)
- Alpaida vera Levi, 1988 (Brasil)
- Alpaida versicolor (Keyserling, 1877) (Brasil, Paraguai, Uruguai, Argentina)
- Alpaida wenzeli (Simon, 1897) (Saint Vincent)
- Alpaida weyrauchi Levi, 1988 (Perú)
- Alpaida xavantina Levi, 1988 (Brasil)
- Alpaida yotoco Levi, 1988 (Colòmbia)
- Alpaida yucuma Levi, 1988 (Brasil)
- Alpaida yungas Levi, 1988 (Bolívia)
- Alpaida yuto Levi, 1988 (Paraguai, Argentina)

### Amazonepeira
Amazonepeira Levi, 1989
- Amazonepeira beno Levi, 1994 (Ecuador, Brasil, Surinam)
- Amazonepeira callaria (Levi, 1991) (Perú, Bolívia, Brasil)
- Amazonepeira herrera Levi, 1989 (Perú, Brasil)
- Amazonepeira manaus Levi, 1994 (Brasil)
- Amazonepeira masaka Levi, 1994 (Ecuador, Brasil)

### Anepsion
Anepsion Strand, 1929
- Anepsion buchi Chrysanthus, 1969 (Nova Guinea, Illes Solomon)
- Anepsion depressum (Thorell, 1877) (Xina, Myanmar fins a Sulawesi)
  - Anepsion depressum birmanicum (Thorell, 1895) (Myanmar)
- Anepsion fuscolimbatum (Simon, 1901) (Malàisia)
- Anepsion hammeni Chrysanthus, 1969 (Nova Guinea)
- Anepsion jacobsoni Chrysanthus, 1961 (Indonesia)
- Anepsion japonicum Yaginuma, 1962 (Xina, Japó)
- Anepsion maculatum (Thorell, 1897) (Myanmar)
- Anepsion maritatum (O. P.-Cambridge, 1877) (Sri Lanka, Xina fins a Sulawesi)
- Anepsion peltoides (Thorell, 1878) (Austràlia, Nova Guinea, Illes Bismarck)
- Anepsion reimoseri Chrysanthus, 1961 (Nova Guinea)
- Anepsion rhomboides (L. Koch, 1867) (Samoa)
- Anepsion roeweri Chrysanthus, 1961 (Taiwan, Filipines, Illes Riouw)
- Anepsion semialbum (Simon, 1880) (Nova Caledònia)
- Anepsion villosum (Thorell, 1877) (Sulawesi)
- Anepsion wichmanni (Kulczyn'ski, 1911) (Nova Guinea)
- Anepsion wolffi Chrysanthus, 1969 (Illes Solomon)

### Arachnura
Arachnura Vinson, 1863
- Arachnura angura Tikader, 1970 (Índia)
- Arachnura caudatella Roewer, 1955 (Nova Guinea, Queensland)
- Arachnura feredayi (L. Koch, 1872) (Austràlia, Tasmània, Nova Zelanda)
- Arachnura heptotubercula Yin, Hu & Wang, 1983 (Xina)
- Arachnura higginsi (L. Koch, 1872) (Austràlia, Tasmània)
- Arachnura logio Yaginuma, 1956 (Xina, Japó)
- Arachnura melanura Simon, 1867 (Índia fins al Japó i Sulawesi)
- Arachnura perfissa (Thorell, 1895) (Myanmar)
- Arachnura pygmaea (Thorell, 1890) (Illes Nias)
- Arachnura quinqueapicata Strand, 1911 (Illes Aru)
- Arachnura scorpionoides Vinson, 1863 (Congo, Etiòpia, Madagascar, Maurici)
- Arachnura simoni Berland, 1924 (Nova Caledònia)
- Arachnura spinosa (Saito, 1933) (Taiwan)

### Araneus
Araneus Clerck, 1757
- Araneus aballensis (Strand, 1906) (Etiòpia)
- Araneus abeicus Levi, 1991 (Brasil)
- Araneus abigeatus Levi, 1975 (EUA)
- Araneus acachmenus Rainbow, 1916 (Queensland)
- Araneus acolla Levi, 1991 (Perú)
- Araneus acrocephalus (Thorell, 1887) (Myanmar)
- Araneus acronotus (Grube, 1861) (Rússia)
- Araneus acropygus (Thorell, 1877) (Sulawesi)
- Araneus acuminatus (L. Koch, 1872) (Queensland, Illes Solomon)
- Araneus acusisetus Zhu & Song, 1994 (Xina, Corea, Japó)
- Araneus adiantiformis Caporiacco, 1941 (Etiòpia)
- Araneus adjuntaensis (Petrunkevitch, 1930) (Puerto Rico)
- Araneus aethiopicus (Roewer, 1961) (Senegal)
- Araneus aethiopissa Simon, 1907 (Senegal, Bioko)
- Araneus affinis Zhu, Tu & Hu, 1988 (Xina)
- Araneus agastus Rainbow, 1916 (Queensland)
- Araneus akakensis (Strand, 1906) (Etiòpia)
- Araneus aksuensis Yin, Xie & Bao, 1996 (Xina)
- Araneus albiaculeis (Strand, 1906) (Etiòpia)
- Araneus albidus (L. Koch, 1871) (Queensland)
- Araneus albilunatus Roewer, 1961 (Senegal)
- Araneus albomaculatus Yin i cols., 1990 (Xina)
- Araneus alboquadratus Dyal, 1935 (Pakistan)
- Araneus albotriangulus (Keyserling, 1887) (Queensland, Nova Gal·les del Sud)
- Araneus alboventris (Emerton, 1884) (EUA)
- Araneus alhue Levi, 1991 (Xile, Argentina)
- Araneus allani Levi, 1973 (EUA)
- Araneus alsine (Walckenaer, 1802) (Paleàrtic)
- Araneus altitudinum Caporiacco, 1934 (Karakorum)
- Araneus amabilis Tanikawa, 2001 (Japó)
- Araneus amblycyphus Simon, 1908 (Oest d'Austràlia)
- Araneus amurius Bakhvàlov, 1981 (Rússia)
- Araneus amygdalaceus (Keyserling, 1864) (Maurici)
- Araneus ana Levi, 1991 (Costa Rica)
- Araneus anantnagensis Tikader & Bal, 1981 (Índia)
- Araneus anaspastus (Thorell, 1892) (Singapur)
- Araneus anatipes (Keyserling, 1887) (Queensland)
- Araneus ancurus Zhu, Tu & Hu, 1988 (Xina)
- Araneus andrewsi (Archer, 1951) (EUA)
- Araneus anguinifer (F. O. P.-Cambridge, 1904) (Mèxic, Costa Rica)
- Araneus angulatus Clerck, 1757 (Paleàrtic)
  - Araneus angulatus afolius (Franganillo, 1909) (Portugal)
  - Araneus angulatus atricolor Simon, 1929 (França)
  - Araneus angulatus castaneus (Franganillo, 1909) (Portugal)
  - Araneus angulatus crucinceptus (Franganillo, 1909) (Portugal)
  - Araneus angulatus fuscus (Franganillo, 1909) (Portugal)
  - Araneus angulatus iberoi (Franganillo, 1909) (Portugal)
  - Araneus angulatus levifolius (Franganillo, 1909) (Portugal)
  - Araneus angulatus niger (Franganillo, 1918) (Espanya)
  - Araneus angulatus nitidifolius (Franganillo, 1909) (Portugal)
  - Araneus angulatus pallidus (Franganillo, 1909) (Portugal)
  - Araneus angulatus personatus Simon, 1929 (Bèlgica, França)
  - Araneus angulatus serifolius (Franganillo, 1909) (Portugal)
- Araneus anjonensis Schenkel, 1963 (Xina)
- Araneus annuliger (Thorell, 1898) (Myanmar)
- Araneus annulipedatus (Roewer, 1942) (Funafuti)
- Araneus annulipes (Lucas, 1838) (Illes Canàries)
  - Araneus anuncinatus ochrorufus Franganillo, 1931 (Cuba)
- Araneus apache Levi, 1975 (EUA)
- Araneus apicalis (Thorell, 1899) (Camerun)
- Araneus apiculatus (Thorell, 1895) (Myanmar)
- Araneus apobleptus Rainbow, 1916 (Queensland)
- Araneus appendiculatus (Taczanowski, 1873) (Guaiana Francesa)
- Araneus apricus (Karsch, 1884) (São Tom?)
- Araneus aralis Bakhvàlov, 1981 (Kirguizstan)
- Araneus arenaceus (Keyserling, 1886) (Queensland, Nova Gal·les del Sud)
- Araneus arfakianus (Thorell, 1881) (Nova Guinea)
- Araneus arganicola Simon, 1909 (Marroc)
- Araneus argentarius Rainbow, 1916 (Queensland)
- Araneus arizonensis (Banks, 1900) (EUA, Mèxic)
- Araneus Àsiaticus Bakhvàlov, 1983 (Kirguizstan)
- Araneus aubertorum Berland, 1938 (Noves Hèbrides)
- Araneus aurantiifemuris (Mello-Leitão, 1942) (Argentina)
- Araneus auriculatus Song & Zhu, 1992 (Xina)
- Araneus axacus Levi, 1991 (Mèxic)
- Araneus badiofoliatus Schenkel, 1963 (Xina)
- Araneus badongensis Song & Zhu, 1992 (Xina)
- Araneus bagamoyensis (Strand, 1906) (Àfrica Oriental)
- Araneus baicalicus Bakhvàlov, 1981 (Rússia)
- Araneus balanus (Doleschall, 1859) (Amboina)
- Araneus bandelieri (Simon, 1891) (Veneçuela, Brasil)
- Araneus bantaengi Merian, 1911 (Sulawesi)
- Araneus bargusinus Bakhvàlov, 1981 (Rússia)
- Araneus basalteus Schenkel, 1936 (Xina)
- Araneus bastarensis Gajbe, 2005 (Índia)
- Araneus baul Levi, 1991 (Mèxic)
- Araneus beebei Petrunkevitch, 1914 (Myanmar)
- Araneus beebei Levi, 1991 (Veneçuela)
- Araneus beijiangensis Hu & Wu, 1989 (Xina)
- Araneus biapicatifer (Strand, 1907) (Austràlia)
- Araneus bicavus Zhu & Wang, 1994 (Xina)
- Araneus bicentenarius (McCook, 1888) (EUA, Canadà)
- Araneus bigibbosus (O. P.-Cambridge, 1885) (Yarkand)
- Araneus bilunifer Pocock, 1900 (Índia)
- Araneus bimaculicollis Hu, 2001 (Xina)
- Araneus bimini Levi, 1991 (Bahames)
- Araneus biprominens Yin, Wang & Xie, 1989 (Xina)
- Araneus bipunctatus (Thorell, 1898) (Myanmar)
- Araneus bipunctatus Franganillo, 1931 (Cuba)
- Araneus bispinosus (Keyserling, 1885) (EUA)
- Araneus bivittatus (Walckenaer, 1842) (EUA)
- Araneus blaisei Simon, 1909 (Vietnam)
- Araneus blochmanni (Strand, 1907) (Java)
- Araneus blumenau Levi, 1991 (Brasil, Uruguai, Argentina)
- Araneus boerneri (Strand, 1907) (Índia)
  - Araneus boerneri clavimaculus (Strand, 1907) (Índia)
  - Araneus boerneri obscurellus (Strand, 1907) (Índia)
- Araneus boesenbergi (Fox, 1938) (Xina)
- Araneus bogotensis (Keyserling, 1863) (Colòmbia fins a Bolívia i Brasil)
- Araneus boneti Levi, 1991 (Mèxic)
- Araneus bonsallae (McCook, 1894) (EUA)
- Araneus borealis Tanikawa, 2001 (Japó)
- Araneus boreus Uyemura & Yaginuma, 1972 (Japó)
- Araneus bosmani Simon, 1903 (Equatorial Guinea)
- Araneus bradleyi (Keyserling, 1887) (Austràlia, Tasmània)
- Araneus braueri (Strand, 1906) (Etiòpia)
- Araneus brisbanae (L. Koch, 1867) (Nova Guinea, Austràlia, Nova Zelanda)
- Araneus bryantae Brignoli, 1983 (Hispaniola)
- Araneus bufo (Denis, 1941) (Illes Canàries)
- Araneus caballo Levi, 1991 (Mèxic)
- Araneus calEUA Levi, 1973 (EUA)
- Araneus camilla (Simon, 1889) (Índia, Pakistan)
- Araneus canacus Berland, 1931 (Nova Caledònia)
- Araneus canalae Berland, 1924 (Nova Caledònia)
- Araneus canestrinii (Thorell, 1873) (Itàlia)
- Araneus caplandensis (Strand, 1907) (Sud-àfrica)
- Araneus carabellus (Strand, 1913) (Central Àfrica)
- Araneus carchi Levi, 1991 (Ecuador)
- Araneus cardioceros Pocock, 1899 (Socotra)
- Araneus carimagua Levi, 1991 (Colòmbia)
- Araneus carnifex (O. P.-Cambridge, 1885) (Yarkand)
- Araneus carroll Levi, 1973 (EUA)
- Araneus castilho Levi, 1991 (Brasil)
- Araneus catillatus (Thorell, 1895) (Myanmar)
- Araneus catospilotus Simon, 1907 (Guinea-Bissau, Príncipe, Congo)
- Araneus caudifer Kulczyn'ski, 1911 (Nova Guinea)
- Araneus cavaticus (Keyserling, 1882) (EUA, Canadà)
- Araneus celebensis Merian, 1911 (Sulawesi)
- Araneus cercidius Yin i cols., 1990 (Xina)
- Araneus cereolus (Simon, 1886) (Senegal, Camerun, Etiòpia)
- Araneus chiapas Levi, 1991 (Mèxic)
- Araneus chiaramontei Caporiacco, 1940 (Etiòpia)
- Araneus chingaza Levi, 1991 (Colòmbia)
- Araneus chunhuaia Zhu, Tu & Hu, 1988 (Xina)
- Araneus cingulatus (Walckenaer, 1842) (EUA)
- Araneus circe (Audouin, 1826) (Paleàrtic)
  - Araneus circe strandi (Kolosv?ry, 1935) (Hongria)
- Araneus circellus Song & Zhu, 1992 (Xina)
- Araneus circulissparsus (Keyserling, 1887) (Nova Gal·les del Sud)
- Araneus circumbasilaris Yin i cols., 1990 (Xina)
- Araneus coccinella Pocock, 1898 (Sud-àfrica)
- Araneus cochise Levi, 1973 (EUA)
- Araneus cohnae Levi, 1991 (Brasil)
- Araneus colima Levi, 1991 (Mèxic)
- Araneus colubrinus Song & Zhu, 1992 (Xina)
- Araneus compsus (Soares & Camargo, 1948) (Brasil)
- Araneus comptus Rainbow, 1916 (Queensland)
  - Araneus comptus fuscocapitatus Rainbow, 1916 (Queensland)
- Araneus concepcion Levi, 1991 (Xile)
- Araneus concinnus Rainbow, 1900 (Nova Gal·les del Sud)
- Araneus concoloratus (F. O. P.-Cambridge, 1904) (Panamà)
- Araneus corbita (L. Koch, 1871) (Samoa)
- Araneus corporosus (Keyserling, 1892) (Brasil, Argentina)
- Araneus corticaloides (Roewer, 1955) (Còrsega)
- Araneus corticarius (Emerton, 1884) (EUA, Canadà, Alaska)
- Araneus crassipes (Rainbow, 1897) (Nova Gal·les del Sud)
- Araneus crinitus (Rainbow, 1893) (Nova Gal·les del Sud)
- Araneus crispulus Tullgren, 1952 (Suècia)
- Araneus cristobal Levi, 1991 (Mèxic)
- Araneus cuiaba Levi, 1991 (Brasil, Argentina)
- Araneus cungei Bakhvàlov, 1974 (Kirguizstan)
- Araneus cyclops Caporiacco, 1940 (Etiòpia)
- Araneus cyphoxis Simon, 1908 (Oest d'Austràlia)
- Araneus cyrtarachnoides (Keyserling, 1887) (Nova Guinea fins a Nova Gal·les del Sud)
- Araneus dayongensis Yin i cols., 1990 (Xina)
- Araneus decaisnei (Lucas, 1863) (Filipines)
- Araneus decentellus (Strand, 1907) (Índia, Xina)
- Araneus decolor (L. Koch, 1871) (Nova Gal·les del Sud, Victòria, Fiji)
- Araneus decoratus (Thorell, 1899) (Camerun)
- Araneus demoniacus Caporiacco, 1939 (Etiòpia)
- Araneus depressatulus (Roewer, 1942) (Nova Guinea)
- Araneus desierto Levi, 1991 (Mèxic)
- Araneus detrimentosus (O. P.-Cambridge, 1889) (EUA fins a Colòmbia)
- Araneus diabrosis (Walckenaer, 1842) (Nova Gal·les del Sud)
- Araneus diadematoides Zhu, Tu & Hu, 1988 (Xina)
- Araneus diadematus Clerck, 1757 (Holàrtic)
  - Araneus diadematus islandicus (Strand, 1906) (Iceland)
  - Araneus diadematus nemorosus Simon, 1929 (França)
  - Araneus diadematus soror (Simon, 1874) (Còrsega)
  - Araneus diadematus stellatus (C. L. Koch, 1836) (Europa)
- Araneus dianiphus Rainbow, 1916 (Queensland)
  - Araneus dianiphus xanthostichus Rainbow, 1916 (Queensland)
- Araneus diffinis Zhu, Tu & Hu, 1988 (Xina)
- Araneus dimidiatus (L. Koch, 1871) (Queensland, Nova Gal·les del Sud)
- Araneus distinctus (Rainbow, 1897) (Funafuti)
- Araneus diversicolor (Rainbow, 1893) (Nova Gal·les del Sud)
- Araneus doenitzellus (Strand, 1906) (Japó)
- Araneus dofleini (B?senberg & Strand, 1906) (Japó)
- Araneus dospinolongus Barrion & Litsinger, 1995 (Filipines)
- Araneus dreisbachi Levi, 1991 (Mèxic)
- Araneus drygalskii (Strand, 1909) (Sud-àfrica)
- Araneus ealensis Giltay, 1935 (Congo)
- Araneus eburneiventris (Simon, 1908) (Oest d'Austràlia)
- Araneus eburnus (Keyserling, 1886) (Queensland, Nova Gal·les del Sud)
- Araneus ejusmodi B?senberg & Strand, 1906 (Xina, Corea, Japó)
- Araneus elatatus (Strand, 1911) (Illes Aru, Illes Kei)
- Araneus elizabethae Levi, 1991 (Hispaniola)
- Araneus ellipticus (Tikader & Bal, 1981) (Bangladesh, Índia, Xina)
- Araneus elongatus Yin, Wang & Xie, 1989 (Xina)
- Araneus emmae Simon, 1900 (Hawaii)
- Araneus enucleatus (Karsch, 1879) (Índia, Sri Lanka, Myanmar, Sumatra)
- Araneus enyoides (Thorell, 1877) (Sulawesi)
- Araneus excavatus Franganillo, 1930 (Cuba)
- Araneus expletus (O. P.-Cambridge, 1889) (Mèxic fins a Panamà)
- Araneus exsertus Rainbow, 1904 (Austràlia)
- Araneus fastidiosus (Keyserling, 1887) (Queensland)
- Araneus favorabilis Rainbow, 1916 (Queensland)
- Araneus faxoni (Bryant, 1940) (Cuba)
- Araneus felinus (Butler, 1876) (Queensland)
- Araneus fengshanensis Zhu & Song, 1994 (Xina)
- Araneus ferganicus Bakhvàlov, 1983 (Kirguizstan)
- Araneus ferrugineus (Thorell, 1877) (Sulawesi)
- Araneus fictus (Rainbow, 1896) (Queensland)
- Araneus finneganae Berland, 1938 (Noves Hèbrides)
- Araneus fishoekensis (Strand, 1909) (Sud-àfrica)
- Araneus fistulosus Franganillo, 1930 (Cuba)
- Araneus flagelliformis Zhu & Yin, 1998 (Xina)
- Araneus flavisternis (Thorell, 1878) (Amboina, Nova Guinea)
  - Araneus flavisternis momiensis (Thorell, 1881) (Nova Guinea)
- Araneus flavopunctatus (L. Koch, 1871) (Fiji)
- Araneus flavosellatus Simon, 1895 (Brasil)
- Araneus flavosignatus (Roewer, 1942) (Sulawesi)
- Araneus flavus (O. P.-Cambridge, 1894) (Mèxic fins a Nicaragua)
- Araneus floriatus Hogg, 1914 (Nova Guinea)
- Araneus formosellus (Roewer, 1942) (Pakistan)
- Araneus frio Levi, 1991 (Mèxic)
- Araneus fronki Levi, 1991 (Brasil)
- Araneus frosti (Hogg, 1896) (Central Austràlia)
- Araneus fulvellus (Roewer, 1942) (Índia, Pakistan)
- Araneus fuscinotus (Strand, 1908) (Àfrica Oriental)
- Araneus gadus Levi, 1973 (EUA)
- Araneus galero Levi, 1991 (Panamà, Colòmbia)
- Araneus gazellae (Karsch, 1878) (Illes Bismarck)
- Araneus gazerti (Strand, 1909) (Sud-àfrica)
- Araneus geminatus (Thorell, 1881) (Nova Guinea)
- Araneus gemma (McCook, 1888) (EUA, Canadà, Alaska)
- Araneus gemmoides Chamberlin & Ivie, 1935 (EUA, Canadà)
- Araneus gerais Levi, 1991 (Brasil)
- Araneus gestrellus (Strand, 1907) (Moluques)
- Araneus gestroi (Thorell, 1881) (Nova Guinea)
- Araneus gibber (O. P.-Cambridge, 1885) (Yarkand)
- Araneus ginninderranus Dondale, 1966 (Territori de la Capital Austràliana)
- Araneus goniaeus (Thorell, 1878) (Myanmar, Java, Amboina, Nova Guinea)
  - Araneus goniaeus virens (Thorell, 1890) (Sumatra)
- Araneus goniaeoides (Strand, 1915) (Lombok)
- Araneus graeffi (L. Koch, 1871) (Austràlia)
- Araneus graemii Pocock, 1900 (Sud-àfrica)
- Araneus granadensis (Keyserling, 1864) (Veneçuela fins a Perú)
- Araneus granti Hogg, 1914 (Nova Guinea)
- Araneus gratiolus Yin i cols., 1990 (Xina)
- Araneus groenlandicola (Strand, 1906) (EUA, Canadà, Groenlàndia)
- Araneus grossus (C. L. Koch, 1844) (Europa fins a l'Àsia central)
- Araneus guandishanensis Zhu, Tu & Hu, 1988 (Xina)
- Araneus guatemus Levi, 1991 (Guatemala)
- Araneus guerrerensis Chamberlin & Ivie, 1936 (EUA, Mèxic)
- Araneus guessfeldi (Karsch, 1879) (Àfrica Occidental)
- Araneus gundlachi (Banks, 1914) (Cuba)
- Araneus gurdus (O. P.-Cambridge, 1885) (Tibet)
- Araneus guttatus (Keyserling, 1865) (Costa Rica fins a Argentina)
- Araneus guttulatus (Walckenaer, 1842) (EUA)
- Araneus habilis (O. P.-Cambridge, 1889) (Mèxic fins a Guatemala)
- Araneus haematomerus (Gerst?cker, 1873) (Central Àfrica)
- Araneus hamiltoni (Rainbow, 1893) (Nova Gal·les del Sud)
- Araneus hampei Simon, 1895 (Java)
- Araneus haploscapellus (Strand, 1907) (Sud-àfrica)
- Araneus haruspex (O. P.-Cambridge, 1885) (Tibet)
- Araneus henanensis (Hu, Wang & Wang, 1991) (Xina)
- Araneus herbeus (Thorell, 1890) (Sumatra)
- Araneus hierographicus Simon, 1909 (Vietnam)
- Araneus himalayanus (Simon, 1889) (Índia)
- Araneus hirsti Lessert, 1915 (Àfrica Oriental)
- Araneus hirsutulus (Stoliczka, 1869) (Índia)
- Araneus hispaniola (Bryant, 1945) (Hispaniola)
- Araneus hoggi (Rainbow, 1897) (Funafuti)
- Araneus holzapfelae Lessert, 1936 (Mozambique)
- Araneus horizonte Levi, 1991 (Colòmbia fins a Paraguai)
- Araneus hortensis (Blackwall, 1859) (Madeira)
- Araneus hoshi Tanikawa, 2001 (Japó)
- Araneus hotteiensis (Bryant, 1945) (Hispaniola)
- Araneus huahun Levi, 1991 (Xile, Argentina)
- Araneus hui Hu, 2001 (Xina)
- Araneus huixtla Levi, 1991 (Mèxic)
- Araneus humilis (L. Koch, 1867) (Queensland)
- Araneus idoneus (Keyserling, 1887) (Queensland)
- Araneus iguacu Levi, 1991 (Brasil, Argentina)
- Araneus illaudatus (Gertsch & Mulaik, 1936) (EUA)
- Araneus indistinctus (Doleschall, 1859) (Java)
- Araneus inquietus (Keyserling, 1887) (Nova Gal·les del Sud)
- Araneus interjectus (L. Koch, 1871) (Queensland)
- Araneus inustus (L. Koch, 1871) (Taiwan, Sumatra fins a Austràlia)
- Araneus iriomotensis Tanikawa, 2001 (Japó)
- Araneus isabella (Vinson, 1863) (Madagascar)
- Araneus ishisawai Kishida, 1920 (Rússia, Corea, Japó)
- Araneus iviei (Archer, 1951) (EUA, Canadà)
- Araneus jalimovi Bakhvàlov, 1981 (Rússia)
- Araneus jalisco Levi, 1991 (Mèxic)
- Araneus jamundi Levi, 1991 (Colòmbia)
- Araneus juniperi (Emerton, 1884) (EUA, Canadà)
- Araneus kalaharensis Simon, 1910 (Àfrica Meridional)
- Araneus kapiolaniae Simon, 1900 (Hawaii)
- Araneus karissimbicus (Strand, 1913) (Central Àfrica)
- Araneus kerr Levi, 1981 (EUA)
- Araneus kirgisikus Bakhvàlov, 1974 (Kirguizstan)
- Araneus kiwuanus (Strand, 1913) (Central Àfrica)
- Araneus klaptoczi Simon, 1908 (Líbia)
- Araneus koepckeorum Levi, 1991 (Perú)
- Araneus komi Tanikawa, 2001 (Japó)
- Araneus kraepelini (Lenz, 1891) (Madagascar)
- Araneus lacrymosus (Walckenaer, 1842) (Nova Gal·les del Sud)
- Araneus ladschicola (Strand, 1906) (Etiòpia)
- Araneus lamperti (Strand, 1907) (Sud-àfrica)
- Araneus lancearius (Keyserling, 1887) (Nova Gal·les del Sud)
- Araneus lanio Levi, 1991 (Mèxic)
- Araneus lateriguttatus (Karsch, 1879) (Àfrica Occidental)
- Araneus lathyrinus (Holmberg, 1875) (Brasil, Paraguai, Argentina)
- Araneus latirostris (Thorell, 1895) (Myanmar)
- Araneus leai (Rainbow, 1894) (Nova Gal·les del Sud)
- Araneus lechugalensis (Keyserling, 1883) (Perú)
- Araneus legonensis Grasshoff & Edmunds, 1979 (Ghana)
- Araneus lenkoi Levi, 1991 (Brasil)
- Araneus lenzi (Roewer, 1942) (Madagascar)
- Araneus leones Levi, 1991 (Mèxic)
- Araneus liber (Leardi, 1902) (Índia)
- Araneus liberalis Rainbow, 1902 (Nova Gal·les del Sud)
- Araneus liberiae (Strand, 1906) (Liberia)
- Araneus licenti Schenkel, 1953 (Xina)
- Araneus lineaacutus (Urquhart, 1887) (Nova Zelanda)
- Araneus lineatipes (O. P.-Cambridge, 1889) (Mèxic fins a Hondures)
- Araneus lineatus Franganillo, 1931 (Cuba)
- Araneus linshuensis Yin i cols., 1990 (Xina)
- Araneus lintatus Levi, 1991 (Perú)
- Araneus linzhiensis Hu, 2001 (Xina)
- Araneus liriope (L. Koch, 1875) (Etiòpia)
- Araneus lithyphantiformis (Kishida, 1910) (Japó)
- Araneus lixicolor (Thorell, 1895) (Myanmar)
- Araneus loczyanus (Lendl, 1898) (Hong Kong)
- Araneus lodicula (Keyserling, 1887) (Nova Gal·les del Sud)
- Araneus longicaudus (Thorell, 1877) (Sulawesi)
- Araneus luteofaciens (Roewer, 1942) (Camerun)
- Araneus lutulentus (Keyserling, 1886) (Queensland)
- Araneus macacus Uyemura, 1961 (Japó)
- Araneus macleayi (Bradley, 1876) (Nova Guinea, Queensland)
- Araneus madagascaricus (Strand, 1908) (Madagascar)
- Araneus mamillanus (Keyserling, 1887) (Nova Gal·les del Sud)
- Araneus mammatus (Archer, 1951) (EUA)
- Araneus mangarevoides (B?senberg & Strand, 1906) (Japó, Xina)
- Araneus margaritae Caporiacco, 1940 (Etiòpia)
- Araneus margitae (Strand, 1917) (Madagascar)
- Araneus mariposa Levi, 1973 (EUA)
- Araneus marmoreus Clerck, 1757 (Holàrtic)
  - Araneus marmoreus trapezius (Franganillo, 1913) (Espanya)
- Araneus marmoroides Schenkel, 1953 (Xina)
- Araneus masculus Caporiacco, 1941 (Etiòpia)
- Araneus masoni (Simon, 1887) (Myanmar)
- Araneus mastersi (Bradley, 1876) (Austràlia)
- Araneus matogrosso Levi, 1991 (Brasil)
- Araneus mauensis Caporiacco, 1949 (Kenya)
  - Araneus mauensis ocellatus Caporiacco, 1949 (Kenya)
- Araneus mayumiae Tanikawa, 2001 (Japó)
- Araneus mazamitla Levi, 1991 (Mèxic)
- Araneus mbogaensis (Strand, 1913) (Central Àfrica)
- Araneus memoryi Hogg, 1900 (Victòria)
- Araneus mendoza Levi, 1991 (Mèxic)
- Araneus menglunensis Yin i cols., 1990 (Xina)
- Araneus meropes (Keyserling, 1865) (Colòmbia fins a Argentina)
- Araneus mertoni (Strand, 1911) (Illes Kei)
- Araneus metalis (Thorell, 1887) (Myanmar)
- Araneus metellus (Strand, 1907) (Xina)
- Araneus meus (Strand, 1907) (Sud-àfrica)
- Araneus miami Levi, 1973 (EUA)
- Araneus microsoma (Banks, 1909) (Costa Rica)
- Araneus microtuberculatus Petrunkevitch, 1914 (Myanmar)
- Araneus mimosicola (Simon, 1884) (Sudan)
- Araneus minahassae Merian, 1911 (Sulawesi)
- Araneus miniatus (Walckenaer, 1842) (EUA)
- Araneus minutalis (Simon, 1889) (Índia)
- Araneus miquanensis Yin i cols., 1990 (Xina)
- Araneus mitificus (Simon, 1886) (Índia fins a les Filipines, Nova Guinea)
- Araneus monica Levi, 1973 (EUA)
- Araneus monoceros (Thorell, 1895) (Myanmar)
- Araneus montereyensis (Archer, 1951) (Amèrica del Nord)
- Araneus moretonae Levi, 1991 (Perú)
- Araneus mortoni (Urquhart, 1891) (Tasmània)
- Araneus morulus (Thorell, 1898) (Myanmar)
- Araneus mossambicanus (Pavesi, 1881) (Mozambique)
- Araneus motuoensis Yin i cols., 1990 (Xina)
- Araneus mucronatellus (Roewer, 1942) (Queensland)
- Araneus mulierarius (Keyserling, 1887) (Queensland)
- Araneus mEUAwas Levi, 1991 (Nicaragua)
- Araneus myurus (Thorell, 1877) (Sulawesi)
- Araneus nacional Levi, 1991 (Mèxic)
- Araneus nashoba Levi, 1973 (EUA)
- Araneus navicula (L. Koch, 1871) (Nova Gal·les del Sud)
- Araneus necopinus (Keyserling, 1887) (Oest d'Austràlia)
- Araneus neocaledonicus Berland, 1924 (Nova Caledònia, Noves Hèbrides)
- Araneus nephelodes (Thorell, 1890) (Indonesia)
- Araneus nidus Yin & Gong, 1996 (Xina)
- Araneus nigmanni (Strand, 1906) (Camerun)
- Araneus nigricaudus Simon, 1897 (Vietnam)
- Araneus nigrodecoratus (Strand, 1908) (Togo)
- Araneus nigroflavornatus Merian, 1911 (Sulawesi)
- Araneus nigromaculatus Schenkel, 1963 (Xina)
- Araneus nigropunctatus (L. Koch, 1871) (Queensland, Tahití)
- Araneus nigroquadratus Lawrence, 1937 (Sud-àfrica)
- Araneus niveus (Hentz, 1847) (EUA)
- Araneus noegeatus (Thorell, 1895) (Myanmar, Singapur)
- Araneus nojimai Tanikawa, 2001 (Japó)
- Araneus nordmanni (Thorell, 1870) (Holàrtic)
- Araneus nossibeus (Strand, 1907) (Madagascar)
- Araneus notacephalus (Urquhart, 1891) (Tasmània)
- Araneus notandus Rainbow, 1912 (Queensland)
- Araneus noumeensis (Simon, 1880) (Nova Caledònia)
- Araneus novaepommerianae (Strand, 1913) (Illes Bismarck)
- Araneus nox (Simon, 1877) (Myanmar, Sumatra, Sulawesi, Filipines, Moluques)
- Araneus nuboso Levi, 1991 (Costa Rica)
- Araneus nympha (Simon, 1889) (Índia, Pakistan, Xina)
- Araneus obscuratus (Urquhart, 1893) (Tasmània)
- Araneus obscurissimus Caporiacco, 1934 (Karakorum)
- Araneus obtEUAtus (Karsch, 1891) (Sri Lanka)
- Araneus ocaxa Levi, 1991 (Mèxic)
- Araneus ocellatulus (Roewer, 1942) (Guatemala)
- Araneus octodentalis Song & Zhu, 1992 (Xina)
- Araneus ogatai Tanikawa, 2001 (Japó)
- Araneus omnicolor (Keyserling, 1893) (Brasil, Paraguai, Argentina)
- Araneus orgaos Levi, 1991 (Brasil)
- Araneus origenus (Thorell, 1890) (Myanmar, Sumatra)
- Araneus oxygaster Caporiacco, 1940 (Etiòpia)
- Araneus oxyurus (Thorell, 1877) (Myanmar, Sulawesi)
- Araneus paenulatus (O. P.-Cambridge, 1885) (Yarkand)
- Araneus pahalgaonensis Tikader & Bal, 1981 (Índia, Xina)
- Araneus pahli (Strand, 1906) (Camerun)
- Araneus paitaensis Schenkel, 1953 (Xina)
- Araneus pallasi (Thorell, 1875) (Rússia, Ucraïna, Àsia central, Xina)
- Araneus pallescens (Lenz, 1891) (Madagascar)
- Araneus pallidus (Olivier, 1789) (Portugal, Espanya, França, Algèria)
- Araneus panchganiensis Tikader & Bal, 1981 (Índia)
- Araneus panniferens (O. P.-Cambridge, 1885) (Yarkand)
- Araneus papulatus (Thorell, 1887) (Myanmar, Malàisia)
- Araneus partitus (Walckenaer, 1842) (EUA)
- Araneus parvulus Rainbow, 1900 (Nova Gal·les del Sud)
- Araneus parvus (Karsch, 1878) (Sud d'Austràlia)
- Araneus pauxillus (Thorell, 1887) (Myanmar)
- Araneus pavlovi Schenkel, 1953 (Xina)
- Araneus pecuensis (Karsch, 1881) (Rússia, Xina, Japó)
- Araneus pegnia (Walckenaer, 1842) (EUA fins a Ecuador i Jamaica)
- Araneus pellax (O. P.-Cambridge, 1885) (Yarkand)
- Araneus penai Levi, 1991 (Ecuador)
- Araneus pentagrammicus (Karsch, 1879) (Xina, Corea, Taiwan, Japó)
- Araneus perincertus Caporiacco, 1947 (Tanzània)
- Araneus petersi (Karsch, 1878) (Etiòpia, Mozambique)
- Araneus pfeifferae (Thorell, 1877) (Java, Sulawesi)
- Araneus phaleratus (Urquhart, 1893) (Tasmània)
- Araneus phlyctogena Simon, 1907 (Guinea-Bissau, Bioko, Congo)
- Araneus phrygiatus (Walckenaer, 1842) (EUA)
- Araneus phyllonotus (Thorell, 1887) (Myanmar)
- Araneus pichoni Schenkel, 1963 (Xina)
- Araneus pico Levi, 1991 (Brasil)
- Araneus pictithorax (Hasselt, 1882) (Sumatra)
- Araneus pinguis (Karsch, 1879) (Rússia, Xina, Corea, Japó)
- Araneus pistiger Simon, 1899 (Sumatra)
- Araneus pius (Karsch, 1878) (Nova Gal·les del Sud)
- Araneus pogisa (Marples, 1957) (Samoa)
- Araneus poltyoides Chrysanthus, 1971 (Nova Guinea)
- Araneus pontii Caporiacco, 1934 (Karakorum)
- Araneus popaco Levi, 1991 (Mèxic)
- Araneus postilena (Thorell, 1878) (Sumatra, Java, Amboina, Nova Guinea)
- Araneus poumotuus (Strand, 1913) (Polynesia)
- Araneus powelli (Urquhart, 1894) (Nova Zelanda)
- Araneus praedatus (O. P.-Cambridge, 1885) (Yarkand)
- Araneus praesignis (L. Koch, 1872) (Queensland)
- Araneus prasius (Thorell, 1890) (Java)
- Araneus pratensis (Emerton, 1884) (EUA, Canadà)
- Araneus principis Simon, 1907 (Príncipe)
- Araneus pronubus (Rainbow, 1894) (Nova Gal·les del Sud)
- Araneus prospiciens (Thorell, 1890) (Sumatra)
- Araneus providens Kulczyn'ski, 1911 (Nova Guinea)
- Araneus prunus Levi, 1973 (EUA)
- Araneus pseudoconicus Schenkel, 1936 (Xina)
- Araneus pseudosturmii Yin i cols., 1990 (Xina)
- Araneus pseudoventricosus Schenkel, 1963 (Xina)
- Araneus psittacinus (Keyserling, 1887) (Nova Gal·les del Sud, Victòria)
- Araneus pudicus (Thorell, 1898) (Myanmar)
- Araneus puebla Levi, 1991 (Mèxic)
- Araneus pulcherrimus (Roewer, 1942) (Europa, Rússia)
- Araneus pulchriformis (Roewer, 1942) (Nova Gal·les del Sud)
- Araneus punctipedellus (Strand, 1908) (Àfrica Oriental)
- Araneus pupulus (Thorell, 1890) (Java, Amboina)
- Araneus purus (Simon, 1907) (Àfrica Occidental)
- Araneus quadratus Clerck, 1757 (Paleàrtic)
  - Araneus quadratus minimus (G?taz, 1889) (Suïssa, França)
  - Araneus quadratus subviridis (Franganillo, 1913) (Espanya)
- Araneus quaesitus (Keyserling, 1887) (Austràlia)
- Araneus queribundus (Keyserling, 1887) (Austràlia)
- Araneus qianshan Zhu, Zhang & Li, 1998 (Xina)
- Araneus quietus (Keyserling, 1887) (Austràlia)
- Araneus quirapan Levi, 1991 (Mèxic)
- Araneus rabiosulus (Keyserling, 1887) (Nova Gal·les del Sud)
- Araneus radja (Doleschall, 1857) (Amboina, Illes Yule, Illes Aru)
- Araneus ragnhildae (Strand, 1917) (Austràlia)
- Araneus rainbowi (Roewer, 1942) (Illa Lord Howe)
- Araneus ramulosus (Keyserling, 1887) (Austràlia)
- Araneus rani (Thorell, 1881) (Queensland)
- Araneus rarus (Keyserling, 1887) (Queensland, Victòria)
- Araneus raui (Strand, 1907) (Camerun)
- Araneus raui Levi, 1973 (EUA)
- Araneus recherchensis (Main, 1954) (Oest d'Austràlia)
- Araneus relicinus (Keyserling, 1887) (Illes Solomon, Illes Bismarck)
- Araneus repetecus Bakhvàlov, 1978 (Turkmenistan)
- Araneus reversus Hogg, 1914 (Oest d'Austràlia)
- Araneus riveti Berland, 1913 (Ecuador)
- Araneus roseomaculatus Ono, 1992 (Taiwan)
- Araneus rotundicornis Yaginuma, 1972 (Japó)
- Araneus rotundulus (Keyserling, 1887) (Queensland)
- Araneus royi Roewer, 1961 (Senegal)
- Araneus rubicundulus (Keyserling, 1887) (Nova Gal·les del Sud)
- Araneus rubripunctatus (Rainbow, 1893) (Nova Gal·les del Sud)
- Araneus rubrivitticeps (Strand, 1911) (Illes Aru)
- Araneus rufipes (O. P.-Cambridge, 1889) (Guatemala)
- Araneus russicus Bakhvàlov, 1981 (Rússia)
- Araneus ryukyuanus Tanikawa, 2001 (Japó)
- Araneus saccalava (Strand, 1907) (Madagascar)
- Araneus saevus (L. Koch, 1872) (Holàrtic)
- Araneus sagicola (Dönitz & Strand, 1906) (Japó)
- Araneus salto Levi, 1991 (Mèxic)
- Araneus sambava (Strand, 1907) (Madagascar)
- Araneus santacruziensis Barrion & Litsinger, 1995 (Filipines)
- Araneus santarita (Archer, 1951) (EUA)
- Araneus savesi (Simon, 1880) (Nova Caledònia)
- Araneus schneblei Levi, 1991 (Colòmbia)
- Araneus schrencki (Grube, 1861) (Rússia)
- Araneus scutellatus Schenkel, 1963 (Xina)
- Araneus scutifer (Keyserling, 1886) (Nova Gal·les del Sud)
- Araneus scutigerens Hogg, 1900 (Victòria)
- Araneus seensis Oliger, 1991 (Rússia)
- Araneus selva Levi, 1991 (Guatemala fins a Costa Rica)
- Araneus seminiger (L. Koch, 1878) (Corea, Japó)
- Araneus senicaudatus Simon, 1908 (Oest d'Austràlia)
  - Araneus senicaudatus simplex Simon, 1908 (Oest d'Austràlia)
- Araneus separatus (Roewer, 1942) (Nova Gal·les del Sud)
- Araneus septemtuberculatus (Thorell, 1899) (Camerun)
- Araneus sericinus (Roewer, 1955) (Portugal, Espanya)
- Araneus sernai Levi, 1991 (Colòmbia)
- Araneus shunhuangensis Yin i cols., 1990 (Xina)
- Araneus sicki Levi, 1991 (Brasil)
- Araneus simillimus Kulczyn'ski, 1911 (Nova Guinea)
- Araneus singularis (Urquhart, 1891) (Tasmània)
- Araneus sinistrellus (Roewer, 1942) (Mèxic)
- Araneus sinuosus (Rainbow, 1893) (Nova Gal·les del Sud)
- Araneus sogdianus Charitonov, 1969 (Àsia central)
- Araneus spathurus (Thorell, 1890) (Sumatra)
- Araneus speciosissimus (Roewer, 1942) (Funafuti)
- Araneus speculabundus (L. Koch, 1871) (Austràlia, Samoa)
- Araneus sponsus (Thorell, 1887) (Índia)
- Araneus squamifer (Keyserling, 1886) (Queensland)
- Araneus stabilis (Keyserling, 1892) (Brasil, Argentina)
- Araneus stella (Karsch, 1879) (Rússia, Xina, Corea, Japó)
- Araneus stolidus (Keyserling, 1887) (Nova Gal·les del Sud)
- Araneus strandiellus Charitonov, 1951 (Àsia central)
- Araneus striatipes (Simon, 1877) (Filipines)
- Araneus strigatellus (Strand, 1908) (Àfrica Oriental)
- Araneus strupifer (Simon, 1886) (Tropical Àfrica)
- Araneus sturmi (Hahn, 1831) (Paleàrtic)
- Araneus suavis Rainbow, 1899 (Noves Hèbrides)
- Araneus subflavidus (Urquhart, 1893) (Tasmània)
- Araneus sublutius (Urquhart, 1892) (Nova Zelanda)
- Araneus subumbrosus Roewer, 1961 (Senegal)
- Araneus sulfurinus (Pavesi, 1883) (Etiòpia, Àfrica Oriental)
- Araneus svanetiensis Mcheidze, 1997 (Geòrgia)
- Araneus sydneyicus (Keyserling, 1887) (Nova Gal·les del Sud, Victòria)
- Araneus sylvicola (Rainbow, 1897) (Nova Gal·les del Sud)
- Araneus taigunensis Zhu, Tu & Hu, 1988 (Xina)
- Araneus talasi Bakhvàlov, 1970 (Kirguizstan)
- Araneus talca Levi, 1991 (Xile, Argentina)
- Araneus talipedatus (Keyserling, 1887) (Austràlia)
- Araneus tambopata Levi, 1991 (Perú)
- Araneus tamerlani (Roewer, 1942) (Queensland)
- Araneus taperae (Mello-Leitão, 1937) (Ecuador fins a Surinam)
- Araneus tartaricus (Kroneberg, 1875) (Àsia central fins al Japó)
- Araneus tatianae Lessert, 1938 (Congo)
- Araneus tatsulokeus Barrion & Litsinger, 1995 (Filipines)
- Araneus tellezi Levi, 1991 (Mèxic)
- Araneus tenancingo Levi, 1991 (Mèxic)
- Araneus tenerius Yin i cols., 1990 (Xina)
- Araneus tengxianensis Zhu & Zhang, 1994 (Xina)
- Araneus tepic Levi, 1991 (Mèxic)
- Araneus tetraspinulus (Yin i cols., 1990) (Xina)
- Araneus texanus (Archer, 1951) (EUA)
- Araneus thaddeus (Hentz, 1847) (Amèrica del Nord)
- Araneus thevenoti Simon, 1895 (Zanzíbar)
- Araneus thorelli (Roewer, 1942) (Myanmar)
- Araneus tiganus (Chamberlin, 1916) (Ecuador, Perú)
- Araneus tijuca Levi, 1991 (Brasil)
- Araneus tinikdikitus Barrion & Litsinger, 1995 (Filipines)
- Araneus titirus Simon, 1896 (Xile, Argentina)
- Araneus toma (Strand, 1915) (Illes Bismarck)
- Araneus tonkinus Simon, 1909 (Vietnam)
- Araneus toruaigiri Bakhvàlov, 1970 (Kirguizstan)
- Araneus transversivittiger (Strand, 1907) (Xina)
- Araneus transversus Rainbow, 1912 (Queensland)
- Araneus triangulus (Fox, 1938) (Xina)
- Araneus tricoloratus Zhu, Tu & Hu, 1988 (Xina)
- Araneus trifolium (Hentz, 1847) (EUA, Canadà, Alaska)
- Araneus trigonophorus (Thorell, 1887) (Myanmar)
- Araneus trigonus (L. Koch, 1871) (Queensland, Nova Guinea)
- Araneus triguttatus (Fabricius, 1793) (Paleàrtic)
- Araneus tschuiskii Bakhvàlov, 1974 (Kirguizstan)
- Araneus tsurEUAkii Tanikawa, 2001 (Japó)
- Araneus tubabdominus Zhu & Zhang, 1993 (Xina)
- Araneus tuscarora Levi, 1973 (EUA)
- Araneus ubicki Levi, 1991 (Costa Rica)
- Araneus unanimus (Keyserling, 1879) (Brasil, Paraguai, Argentina)
- Araneus uniformis (Keyserling, 1879) (Bolívia fins a Argentina i Brasil)
- Araneus unistriatus (McCook, 1894) (probablement Brasil)
- Araneus urbanus (Keyserling, 1887) (Nova Gal·les del Sud)
- Araneus urquharti (Roewer, 1942) (Nova Gal·les del Sud)
- Araneus ursimorphus (Strand, 1906) (Etiòpia, Àfrica Oriental)
- Araneus uruapan Levi, 1991 (Mèxic)
- Araneus urubamba Levi, 1991 (Perú)
- Araneus usualis (Keyserling, 1887) (Queensland, Nova Gal·les del Sud)
- Araneus uyemurai Yaginuma, 1960 (Rússia, Corea, Japó)
- Araneus variegatus Yaginuma, 1960 (Rússia, Xina, Corea, Japó)
- Araneus venatrix (C. L. Koch, 1838) (Panamà i Trinidad fins a Paraguai)
- Araneus ventricosellus (Roewer, 1942) (Funafuti)
- Araneus ventricosus (L. Koch, 1878) (Rússia, Xina, Corea, Taiwan, Japó)
  - Araneus ventricosus abikonus Uyemura, 1961 (Japó)
  - Araneus ventricosus globulus Uyemura, 1961 (Japó)
  - Araneus ventricosus hakonensis Uyemura, 1961 (Japó)
  - Araneus ventricosus ishinodai Uyemura, 1961 (Japó)
  - Araneus ventricosus kishuensis Uyemura, 1961 (Japó)
  - Araneus ventricosus montanioides Uyemura, 1961 (Japó)
  - Araneus ventricosus montanus Uyemura, 1961 (Japó)
  - Araneus ventricosus nigelloides Uyemura, 1961 (Japó)
  - Araneus ventricosus nigellus Uyemura, 1961 (Japó)
  - Araneus ventricosus yaginumai Uyemura, 1961 (Japó)
- Araneus ventriosus (Urquhart, 1891) (Tasmània)
- Araneus ventriosus (Urquhart, 1892) (Nova Zelanda)
- Araneus vermimaculatus Zhu & Wang, 1994 (Xina)
- Araneus villa Levi, 1991 (Bolívia)
- Araneus vincibilis (Keyserling, 1893) (Brasil, Paraguai, Argentina)
- Araneus viperifer Schenkel, 1963 (Xina, Corea, Japó)
- Araneus virgunculus (Thorell, 1890) (Sumatra)
- Araneus virgus (Fox, 1938) (Xina)
- Araneus viridisomus (Gravely, 1921) (Índia)
- Araneus viridiventris Yaginuma, 1969 (Xina, Taiwan, Japó)
- Araneus viridulus (Urquhart, 1891) (Tasmània)
- Araneus v-notatus (Thorell, 1875) (França, Algèria)
- Araneus volgeri Simon, 1897 (Zanzíbar)
- Araneus vulpinus (Hahn, 1834) (Europa Meridional)
- Araneus vulvarius (Thorell, 1898) (Myanmar)
- Araneus walesianus (Karsch, 1878) (Nova Gal·les del Sud)
- Araneus washingtoni Levi, 1971 (Rússia, EUA, Canadà)
- Araneus wokamus (Strand, 1911) (Illes Aru)
- Araneus woodfordi Pocock, 1898 (Illes Solomon)
- Araneus workmani (Keyserling, 1884) (Brasil, Argentina)
- Araneus wulongensis Song & Zhu, 1992 (Xina)
- Araneus xavantina Levi, 1991 (Brasil)
- Araneus xianfengensis Song & Zhu, 1992 (Xina)
- Araneus xizangensis Hu, 2001 (Xina)
- Araneus yadongensis Hu, 2001 (Xina)
- Araneus yasudai Tanikawa, 2001 (Rússia, Japó)
- Araneus yatei Berland, 1924 (Nova Caledònia)
- Araneus yuanminensis Yin i cols., 1990 (Xina)
- Araneus yukon Levi, 1971 (Rússia, Canadà)
- Araneus yunnanensis Yin, Peng & Wang, 1994 (Xina)
- Araneus yuzhongensis Yin i cols., 1990 (Xina)
- Araneus zapallar Levi, 1991 (Xile)
- Araneus zebrinus Zhu & Wang, 1994 (Xina)
- Araneus zelus (Strand, 1907) (Camerun)
- Araneus zhangmu Zhang, Song & Kim, 2006 (Xina)
- Araneus zhaoi Zhang & Zhang, 2002 (Xina)
- Araneus zuluanus (Strand, 1907) (Sud-àfrica)
- Araneus zygielloides Schenkel, 1963 (Xina)

### Araniella
Araniella Chamberlin & Ivie, 1942
- Araniella alpica (L. Koch, 1869) (Europa fins a Azerbaijan)
- Araniella coreana Namkung, 2002 (Corea)
- Araniella cucurbitina (Clerck, 1757) (Paleàrtic)
- Araniella displicata (Hentz, 1847) (Holàrtic)
- Araniella inconspicua (Simon, 1874) (Paleàrtic)
- Araniella jilinensis Yin & Zhu, 1994 (Xina)
- Araniella maderiana (Kulczyn'ski, 1905) (Illes Canàries, Madeira)
- Araniella opisthographa (Kulczyn'ski, 1905) (Europa fins a l'Àsia central)
- Araniella proxima (Kulczyn'ski, 1885) (Holàrtic)
- Araniella silesiaca (Fickert, 1876) (Europa)
- Araniella tbilisiensis (Mcheidze, 1997) (Geòrgia)
- Araniella yaginumai Tanikawa, 1995 (Rússia, Corea, Taiwan, Japó)

### Aranoethra
Aranoethra Butler, 1873
- Aranoethra butleri Pocock, 1899 (Àfrica Occidental)
- Aranoethra cambridgei (Butler, 1873) (Àfrica Central i Occidental)
- Aranoethra ungari Karsch, 1878 (Àfrica Occidental)

### Argiope
Argiope Audouin, 1826
- Argiope acuminata Franganillo, 1920 (Portugal)
- Argiope aemula (Walckenaer, 1842) (Índia fins a les Filipines, Noves Hèbrides)
  - Argiope aemula nigripes Thorell, 1877 (Sulawesi)
- Argiope aetherea (Walckenaer, 1842) (Xina fins a Austràlia)
  - Argiope aetherea annulipes Thorell, 1881 (Nova Guinea)
- Argiope aetheroides Yin i cols., 1989 (Xina, Japó)
- Argiope ahngeri Spassky, 1932 (Àsia central)
- Argiope amoena L. Koch, 1878 (Xina, Corea, Taiwan, Japó)
- Argiope anasuja Thorell, 1887 (Pakistan fins a Maldives)
- Argiope anomalopalpis Bjørn, 1997 (Congo, Sud-àfrica)
- Argiope appensa (Walckenaer, 1842) (Hawaii, Taiwan fins a Nova Guinea)
- Argiope argentata (Fabricius, 1775) (EUA fins a Argentina)
- Argiope aurantia Lucas, 1833 (Canadà fins a Costa Rica)
- Argiope aurocincta Pocock, 1898 (Central, Est, Àfrica Meridional)
- Argiope australis (Walckenaer, 1805) (Central, Est, Àfrica Meridional)
- Argiope blanda O. P.-Cambridge, 1898 (EUA fins a Costa Rica)
- Argiope boesenbergi Levi, 1983 (Xina, Corea, Japó)
- Argiope bougainvilla (Walckenaer, 1847) (Nova Guinea fins a Illes Solomon)
- Argiope bruennichi (Scopoli, 1772) (Paleàrtic)
  - Argiope bruennichi nigrofasciata Franganillo, 1910 (Portugal)
- Argiope brunnescantia Strand, 1911 (Nova Guinea, Illes Bismarck)
- Argiope buehleri Schenkel, 1944 (Timor)
- Argiope bullocki Rainbow, 1908 (Nova Gal·les del Sud)
- Argiope caesarea Thorell, 1897 (Índia, Myanmar, Xina)
- Argiope caledonia Levi, 1983 (Nova Caledònia, Noves Hèbrides)
- Argiope cameloides Zhu & Song, 1994 (Xina)
- Argiope catenulata (Doleschall, 1859) (Índia fins a les Filipines, Nova Guinea)
- Argiope chloreis Thorell, 1877 (Sumatra fins a Nova Guinea)
- Argiope comorica Bjørn, 1997 (Illes Comoro)
- Argiope coquereli (Vinson, 1863) (Zanzíbar, Madagascar)
- Argiope dietrichae Levi, 1983 (Oest d'Austràlia, Northern Austràlia)
- Argiope doboensis Strand, 1911 (Indonesia, Nova Guinea)
- Argiope ericae Levi, 2004 (Brasil, Argentina)
- Argiope extensa Rainbow, 1897 (Nova Gal·les del Sud)
- Argiope flavipalpis (Lucas, 1858) (Àfrica)
- Argiope florida Chamberlin & Ivie, 1944 (EUA)
- Argiope halmaherensis Strand, 1907 (Moluques fins a Nova Guinea)
- Argiope intricata Simon, 1877 (Filipines)
- Argiope jinghongensis Yin, Peng & Wang, 1994 (Xina)
- Argiope katherina Levi, 1983 (Northern Austràlia)
- Argiope keyserlingi Karsch, 1878 (Queensland, Nova Gal·les del Sud, Illa Lord Howe)
- Argiope kochi Levi, 1983 (Queensland)
- Argiope levii Bjørn, 1997 (Kenya, Tanzània)
- Argiope lobata (Pallas, 1772) (Old World)
  - Argiope lobata retracta Franganillo, 1918 (Espanya)
- Argiope luzona (Walckenaer, 1842) (Filipines)
- Argiope macrochoera Thorell, 1891 (Illes Nicobar, Xina)
- Argiope madang Levi, 1984 (Nova Guinea)
- Argiope magnifica L. Koch, 1871 (Queensland fins a Illes Solomon)
- Argiope maja B?senberg & Strand, 1906 (Japó)
- Argiope mangal Koh, 1991 (Singapur)
- Argiope manila Levi, 1983 (Filipines)
- Argiope mascordi Levi, 1983 (Queensland)
- Argiope minuta Karsch, 1879 (Bangladesh, Est Àsia)
- Argiope modesta Thorell, 1881 (Borneo fins a Austràlia)
- Argiope niasensis Strand, 1907 (Indonesia)
- Argiope ocula Fox, 1938 (Xina, Taiwan, Japó)
- Argiope ocyaloides L. Koch, 1871 (Queensland)
- Argiope pentagona L. Koch, 1871 (Fiji)
- Argiope perforata Schenkel, 1963 (Xina)
- Argiope picta L. Koch, 1871 (Moluques fins a Austràlia)
- Argiope ponape Levi, 1983 (Illes Carolines)
- Argiope possoica Merian, 1911 (Sulawesi)
- Argiope probata Rainbow, 1916 (Queensland)
- Argiope protensa L. Koch, 1872 (Nova Guinea, Austràlia, Nova Caledònia, Nova Zelanda)
- Argiope pulchella Thorell, 1881 (Índia fins a la Xina i Java)
- Argiope pulchelloides Yin i cols., 1989 (Xina)
- Argiope radon Levi, 1983 (Northern Austràlia)
- Argiope ranomafanensis Bjørn, 1997 (Madagascar)
- Argiope reinwardti (Doleschall, 1859) (Malàisia fins a Nova Guinea)
  - Argiope reinwardti sumatrana (Hasselt, 1882) (Sumatra)
- Argiope sapoa Barrion & Litsinger, 1995 (Filipines)
- Argiope savignyi Levi, 1968 (Mèxic fins a Bolívia)
- Argiope sector (Forsk?l, 1775) (Àfrica del Nord, Orient Pròxim, Illes Cap Verd)
- Argiope takum Chrysanthus, 1971 (Nova Guinea)
- Argiope tapinolobata Bjørn, 1997 (Senegal)
- Argiope taprobanica Thorell, 1887 (Sri Lanka)
- Argiope thai Levi, 1983 (Tailàndia)
- Argiope trifasciata (Forsk?l, 1775) (Cosmopolita (except Europa))
  - Argiope trifasciata deserticola Simon, 1906 (Sudan)
  - Argiope trifasciata kauaiensis Simon, 1900 (Hawaii)
- Argiope truk Levi, 1983 (Illes Carolines)
- Argiope versicolor (Doleschall, 1859) (Xina fins a Java)

### Arkys
Arkys Walckenaer, 1837
- Arkys alatus Keyserling, 1890 (Queensland, Nova Gal·les del Sud)
- Arkys brevipalpus Karsch, 1878 (Nova Caledònia)
- Arkys bulburinensis Heimer, 1984 (Queensland, Nova Gal·les del Sud)
- Arkys cicatricosus (Rainbow, 1920) (Illa Lord Howe)
- Arkys cornutus L. Koch, 1872 (Nova Guinea, Queensland)
- Arkys coronatus (Balogh, 1978) (Nova Guinea)
- Arkys curtulus (Simon, 1903) (Austràlia Oriental)
- Arkys dilatatus (Balogh, 1978) (Queensland)
- Arkys furcatus (Balogh, 1978) (Queensland)
- Arkys gracilis Heimer, 1984 (Queensland)
- Arkys grandis (Balogh, 1978) (Nova Caledònia)
- Arkys hickmani Heimer, 1984 (Tasmània)
- Arkys kaszabi (Balogh, 1978) (Nova Guinea)
- Arkys lancearius Walckenaer, 1837 (Nova Guinea fins a Nova Gal·les del Sud)
- Arkys latissimus (Balogh, 1982) (Queensland)
- Arkys montanus (Balogh, 1978) (Nova Guinea)
- Arkys multituberculatus (Balogh, 1982) (Queensland)
- Arkys nimdol Chrysanthus, 1971 (Nova Guinea)
- Arkys nitidiceps Simon, 1908 (Oest d'Austràlia)
- Arkys occidentalis (Reimoser, 1936) (Illes Buru)
- Arkys roosdorpi (Chrysanthus, 1971) (Nova Guinea)
- Arkys semicirculatus (Balogh, 1982) (Queensland)
- Arkys sibil (Chrysanthus, 1971) (Nova Guinea)
- Arkys simsoni (Simon, 1893) (Tasmània)
- Arkys soosi (Balogh, 1982) (Nova Guinea)
- Arkys toxopeusi (Reimoser, 1936) (Illes Buru)
- Arkys transversus (Balogh, 1978) (Nova Gal·les del Sud)
- Arkys tuberculatus (Balogh, 1978) (Queensland)
- Arkys varians (Balogh, 1978) (Nova Caledònia)
- Arkys vicarius (Balogh, 1978) (Nova Caledònia)
- Arkys walckenaeri Simon, 1879 (Austràlia, Tasmània)

### Artonis
Artonis Simon, 1895
- Artonis bituberculata (Thorell, 1895) (Myanmar)
- Artonis gallana (Pavesi, 1895) (Etiòpia)

### Aspidolasius
Aspidolasius Simon, 1887
- Aspidolasius branicki (Taczanowski, 1879) (Colòmbia fins a Bolívia, Guyana, Brasil)

### Augusta
Augusta O. P.-Cambridge, 1877
- Augusta glyphica (Gu?rin, 1839) (Madagascar)

### Austracantha
Austracantha Dahl, 1914
- Austracantha minax (Thorell, 1859) (Austràlia, Tasmània)
  - Austracantha minax astrigera (L. Koch, 1871) (Austràlia)
  - Austracantha minax hermitis (Hogg, 1914) (Illes Montebello)
  - Austracantha minax leonhardii (Strand, 1913) (Austràlia)
  - Austracantha minax lugubris (L. Koch, 1871) (Austràlia)